# Dig Your Roots
Dig Your Root é o terceiro álbum de estúdio da dupla estadunidense de música country Florida Georgia Line. O álbum foi lançado em 26 de agosto de 2016, através da Big Machine Records e Big Loud Mountain. Assim como em seus dois primeiros álbuns, Dig Your Root também é produzido por Joey Moi. 
A dupla originalmente conhecida por realizar uma mistura de gêneros animados em suas canções, mudou seu foco para um álbum do tipo "calmo". Hubbard e Kelley alegaram que procuraram fazer mais do que apenas divertir-se com o material, mas fazer com que as pessoas se aprofundem no que é realmente importante em suas vidas.

## Lista de faixas
| N.º            | Título                                                         | Compositor(es)                                                             | Duração |  |
| 1.             | "Smooth"                                                       | Tyler Hubbard Brian Kelley Nicolle Galyon Jordan Schmidt                   | 2:49    |  |
| 2.             | "Dig Your Roots"                                               | Hubbard Kelley Jerry Flowers Brett James Ernest Keith Smith Will Weatherly | 3:35    |  |
| 3.             | "Life Is a Honeymoon" (com participação de Ziggy Marley)       | Hubbard Kelley Cary Barlowe David Marley Jordan Schmidt                    | 3:05    |  |
| 4.             | "H.O.L.Y."                                                     | busbee Nate Cyphert William Wiik Larsen                                    | 3:14    |  |
| 5.             | "Island"                                                       | Ryan Hurd Matt McGinn Schmidt                                              | 2:41    |  |
| 6.             | "May We All" (com participação de Tim McGraw)                  | Rodney Clawson Jamie Moore                                                 | 3:46    |  |
| 7.             | "Summerland"                                                   | Hubbard Kelley Jesse Frasure Chris Tompkins                                | 2:59    |  |
| 8.             | "Lifer"                                                        | Hubbard Kelley Schmidt                                                     | 4:27    |  |
| 9.             | "Good Girl, Bad Boy"                                           | Clawson Zach Crowell Matt Jenkins                                          | 3:52    |  |
| 10.            | "Wish You Were on It"                                          | Smith Ahnquist Hunter Phelps Jameson Rodgers Will Weatherly                | 3:06    |  |
| 11.            | "God, Your Mama, and Me" (com participação de Backstreet Boys) | Josh Kear Hillary Lindsey Gordie Sampson                                   | 3:04    |  |
| 12.            | "Music Is Healing"                                             | Hubbard Kelley Schmidt Craig Wiseman                                       | 3:33    |  |
| 13.            | "While He's Still Around"                                      | Hubbard Kelley Chase Rice Jesse Rice Schmidt Wiseman                       | 2:55    |  |
| 14.            | "Grow Old"                                                     | Zachary Kale Canaan Smith                                                  | 3:52    |  |
| 15.            | "Heatwave"                                                     | Hubbard Kelley Kyle Fishman Schmidt Brad Warren Brett Warren               | 3:12    |  |
| Duração total: | Duração total:                                                 | Duração total:                                                             | 50:10   |  |

## Desempenho nas tabelas musicais
| Tabela musical (2016–17)                      | Melhor posição |
| --------------------------------------------- | -------------- |
| Austrália - ARIA Charts                       | 7              |
| Canadá - Billboard Canadian Albums            | 2              |
| Nova Zelândia - RMNZ Heatseekers Albums       | 1              |
| Escócia - OCC Scottish Albums Chart           | 41             |
| Suíça - Schweizer Hitparade                   | 94             |
| Reino Unido - OCC UK Albums Chart             | 91             |
| Estados Unidos - Billboard 200                | 2              |
| Estados Unidos - Billboard Top Country Albums | 1              |

| Tabela musical (2016)              | Posição |
| ---------------------------------- | ------- |
| Estados Unidos - Billboard 200     | 79      |
| Tabela musical (2017)              | Posição |
| Canadá - Billboard Canadian Albums | 42      |
| Estados Unidos - Billboard 200     | 40      |
| Tabela musical (2018)              | Posição |
| Estados Unidos - Billboard 200     | 118     |

### Vendas e certificações
| Região | Certificação | Vendas     |
| --- | ------------ | ---------- |
| Estados Unidos (RIAA) | Platina      | 1,000,000‡ |
| *números de vendas baseados somente na certificação ^distribuições baseadas apenas na certificação ‡vendas+valores de streaming baseados somente na certificação |              |            |